# ورزقان (ترکمانچای)
ورزقان، روستایی در دهستان بروانان مرکزی بخش مرکزی شهرستان ترکمانچای در استان آذربایجان شرقی ایران است.
کدخدای این روستا محمد ملایی می‌باشد.

## جمعیت
بر پایه سرشماری عمومی نفوس و مسکن در سال ۱۳۹۵، جمعیت این روستا برابر با ۱٬۰۱۵ نفر (۳۵۲ خانوار) بوده است.